# 左架站位
在拳擊中，左架站位（英語：Southpaw stance），又稱反架，是一種武術的站姿，拳手讓自己的右拳與右腳往前。左撇子選手常使用這種姿勢。相對而言，慣用右手的選手通常會採用正架站位。

## 概論
在美國俚語中，爪子（paw）指人的拳頭，則是指左撇子。這個俚語常使用於拳擊與棒球之中，左撇子選手一般會被教導使用左架站位。

## 著名拳手
左架站位拳手列表
- 张志磊
- 曼尼·帕奎奥
- 曹星如
- 金東炫

### 虛構拳手
- 洛奇（英语：Rocky Balboa）